# Krigsåret 1907

## Pågående krig
- Filippinsk-amerikanska kriget (1898-1913)

- Folkmordet på herero- och namafolken (1904-1907)

## Händelser

### Oktober
- 18 - 1907 års Haagkonventioner antas.